# Nahia hirsuta
Nahia hirsuta là một loài chân đều trong họ Philosciidae. Loài này được Budde-Lund miêu tả khoa học năm 1906.